# 山下站 (東京都)
山下站（日语：／ Yamashita eki */?）是一個位於東京都世田谷區豪德寺一丁目，屬於東急電鐵世田谷線的停留場。可轉乘小田急電鐵小田原線豪德寺站。車站編號是SG08。

## 歷史
- 1925年5月1日 山下站開業。
- 1939年10月16日 改稱玉電山下站
- 1969年5月11日 恢復稱為山下站

## 車站構造
山下站是一個以2面2線側式月台構成的地面車站。

### 月台配置
| 月台 | 路線     | 方向 | 目的地             |
| ---- | -------- | ---- | ------------------ |
| 西側 | 世田谷線 | 下行 | 下高井戶方向       |
| 東側 | 世田谷線 | 上行 | 上町、三軒茶屋方向 |

（來源：東急電鐵:車站構內圖 （页面存档备份，存于））

## 利用狀況
官方未公布本站的乘車人數。世田谷線全線的乘車人數請參照東急世田谷線#使用情況。

## 車站周邊
- 豪德寺站 - 乘客可到豪德寺站轉乘小田原線。
- 東京都道427號瀨田貫井線（日语：東京都道427号瀬田貫井線）
- 豪德寺商店街
- 山下商店街

## 相鄰車站
東急電鐵
 世田谷線
宮之坂（SG07）－山下（SG08）－松原（SG09）

## 外部連結
- 山下（各站資訊） - 東急電鐵